# Přílepy u Holešova
Přílepy (deutsch Pschilep, früher Przilep) ist eine Gemeinde in Tschechien. Sie liegt drei Kilometer südöstlich von Holešov und gehört zum Okres Kroměříž.

## Geographie
Přílepy erstreckt sich am südwestlichen Fuße der Hostýnské vrchy am Rande der Obermährischen Senke (Hornomoravský úval) zwischen den Tälern der Bäche Mojena und Přílepský potok. Das Dorf liegt am Rande des Naturparks Hostýnské vrchy. Nordöstlich erheben sich der Hrádek (502 m), Hrad (560 m) und Chochol (578 m) sowie im Osten die Hrubá Malíková (564 m) und der Ondřejovsko (632 m). Am südöstlichen Ortsausgang liegt der Stauweiher Mojena.
Nachbarorte sind Žopy und Lysina im Norden, Rusava und Ráztoka im Nordosten, Vlčková im Osten, Hadovna, Lukoveček, Žabárna, Fryšták und Sovárna im Südosten, Horní Lapač und Martinice im Süden, Zahnašovice im Südwesten, Na Větráku und Alexovice im Westen sowie Holešov im Nordwesten.

## Geschichte
Im Mittelalter befand sich in der Nähe des heutigen Ortes im Tal der Mojena das Dorf Hynčina. Während der ungarischen Einfälle flohen seine Bewohner auf den Hrádek, das verwüstete Dorf wurde nicht mehr aufgebaut. Archäologische Untersuchungen ergaben, dass Hynčina vom 7. Jahrhundert bis zur Herrschaft Bořivojs I. besiedelt war.
Die erste schriftliche Erwähnung von Pryelep erfolgte im Jahre 1278, als Jindřich von Přílep als Besitzer des Hofes in der Olmützer Landtafel eingetragen wurde. Im Jahre 1437 wurde das Dorf als Przilepi bezeichnet. Die Feste entstand im 15. Jahrhundert unter den Strachnovský von Strachnovice. 1532 wurde die Feste, zu der neben dem gleichnamigen Dorf auch das wüste Hyncžina gehörte, Przyelep bzw. Przylepy genannt. Die Besitzer wechselten vielfach. Als während des Dreißigjährigen Krieges 1643 die Schweden die Gegend durchstreiften, setzten die Bewohner bei Gefahr Feuer auf dem Hrad, die den Burgen Lukov und Buchlov die Gefahr signalisierten. Im 17. Jahrhundert bestand Przylepy aus 20 Häusern und der Feste. Zwischen 1758 und 1778 besaß Johann Rudolf Graf Kominek von Engelshausen Przylepy. Von ihm kaufte Christian August von Seilern, der seit 1751 bereits die benachbarte Herrschaft Lukov besaß, das Gut. 1788 war das Dorf auf 35 Häuser angewachsen, diese waren hufeisenförmig um den Dorfplatz über dem Schloss angelegt. Hinzu kamen eine Mühle an der Mojena und einige Chaluppen in Hačký. Bis zur Mitte des 19. Jahrhunderts blieb das Allodialgut Přílepy immer mit dem Primogenitur-Fideikommisses Lukov-Kralice verbunden.
Nach der Aufhebung der Patrimonialherrschaften bildete Přílepy /  Przilep ab 1850 eine Gemeinde in der Bezirkshauptmannschaft Holešov.
Unter Karl Maximilian von Seilern (1825–1905) und dessen Sohn Julius (1858–1932) erfolgten zwischen 1852 und 1885 grundlegende Umbauten des Schlosses. 1883 brannte bei einem Großfeuer die Ortslage Záhumení nieder. Nach dem Zweiten Weltkrieg wurden die Familie von Seilern enteignet und 1948 Maria Theresia-Aloysia von Seilern nach Bayern ausgesiedelt. Im Jahre 1960 wurden die Gemeinde dem Okres Kroměříž zugeordnet. Zwischen 1976 und 1990 war Přílepy nach Holešov eingemeindet.

## Ortsgliederung
Für die Gemeinde Přílepy sind keine Ortsteile ausgewiesen.

## Sehenswürdigkeiten
- Schloss Přílepy, es entstand im 17. Jahrhundert aus einer Feste. Im Jahre 1852 ließ Karl Maximilian Graf von Seilern den Schlosspark, das Laboratorium und die Stallung errichten. Seine heutige Gestalt im Neorenaissancestil mit Eckturm erhielt es 1885 unter Karl Maximilian und dessen Sohn Julius von Seilern und Aspang. Im Jahre 1947 wurde im Schloss ein Erholungsheim und Lehrlingswohnheim eingerichtet. 1948 übersiedelte Julius Witwe Maria Theresia-Aloysia ins bayerische Schönach. Ab 1955 diente das Schloss zunächst als Entbindungsstation und dann bis in die 1990er Jahre als Frauenklinik. Heute befindet es sich im Besitz der Gemeinde.
- Glockenturm am Dorfplatz, errichtet 1921 anstelle eines hölzernen Vorgängerbaus
- Steinernes Kreuz mit Statuengruppe des hl. Wendelin mit Lämmern auf dem Dorfplatz, das von vier Linden umgebene barocke Kunstwerk wurde 1764 auf Veranlassung von Marie und Rudolf Kominek geschaffen. Auf der linken Seite des Kreuzes ist das Wappen von Johann Rudolf Graf Kominek von Engelshausen angebracht, rechtsseitig das seiner ersten Frau Marie Sylva de la Fosse.
- Waldkapelle der Jungfrau Maria vom Svatý Hostýn in der Flur Hůrka an der Katastralgrenze zu Lukoveček, errichtet 1882 auf Veranlassung von Karl Maximilian Graf von Seilern
- Steinernes Kreuz am Spital, errichtet 1864
- Denkmal des hl. Wenzel
- Gedenkstein für T.G.Masaryk
- Stauweiher Mojena, Erholungsgebiet

## Söhne und Töchter der Gemeinde
- Jana Dufková (* 1979), Biathletin
- Zdeněk Grygera (* 1980), Fußballspieler